# Arthur F. Coca
Arthur Fernández Coca (20 de marzo de 1875 - 11 de diciembre de 1959) fue un inmunólogo estadounidense conocido por sus investigaciones sobre las alergias.

## Biografía
Coca nació en Filadelfia. Se educó en Haverford College y obtuvo su título de médico en la Universidad de Pensilvania en 1900. Estudió en la Universidad de Heidelberg y durante 1907-1909 fue asistente de Emil von Dungern en el laboratorio químico del Instituto del Cáncer de Heidelberg. Trabajó como bacteriólogo en la Oficina de Ciencias de Manila y fue profesor de Patología y Bacteriología en la Facultad de Medicina de la Universidad de Cornell durante 1910-1919. Fue profesor de inmunología y profesor de medicina en la Escuela de Medicina de Postgrado de Nueva York, Universidad de Columbia de 1924 a 1935. También fue director médico de los Laboratorios Lederle hasta 1949.